# Beisebol nos Jogos Pan-Americanos de 1999
As competições de beisebol nos Jogos Pan-Americanos de 1999 foram realizadas em Winnipeg, Canadá, de 25 de julho a 2 de agosto de 1999. O beisebol pan-americano é disputado apenas entre homens, enquanto homens e mulheres competem no esporte softbol.
Os jogos de 1999 foram os primeiros em que jogadores profissionais foram autorizados a participar e em que os dois primeiros colocados (Cuba e Estados Unidos) classificaram para os Jogos Olímpicos de Verão de 2000 em Sydney, Austrália. A sede principal para a competição foi o CanWest Global Park. O Stonewall Quarry Park foi a sede secundária.

## Quadro de medalhas
| Ordem | País               | Medalha de ouro | Medalha de prata | Medalha de bronze | Total |
| ----- | ------------------ | --------------- | ---------------- | ----------------- | ----- |
| 1     | CUB Cuba           | 1               | 0                | 0                 | 1     |
| 2     | USA Estados Unidos | 0               | 1                | 0                 | 1     |
| 3     | CAN Canadá         | 0               | 0                | 1                 | 1     |
| Total | Total              | 1               | 1                | 1                 | 3     |